# Mirów (Szydłowiec)
Pour les articles homonymes, voir Mirów.
Mirów [ˈmiruf] est un village polonais de la gmina de Mirów, du powiat de Szydłowiec et dans la voïvodie de Mazovie dans le centre-est de la Pologne.
Il est le siège administratif de la gmina de Mirów.
Il est situé à environ 14 kilomètres à l'est de Szydłowiec et à 113 kilomètres au sud de Varsovie.